# フォトインタラプタ
フォトインタラプタ (Photointerrupter) とは、対向する発光部と受光部を持ち、発光部からの光を物体が遮るのを受光部で検出することによって、物体の有無や位置を判定するセンサである。

## 構成
発光部
発光素子としては、通常発光ダイオードが使われる。外乱光対策として、赤外タイプの発光ダイオードを使う例が多い。
受光部
フォトトランジスタや、受光部を一体化した集積回路（フォトIC）が使用されている。
スリット
物体位置検出の分解能を向上させる為、発光側および受光側にスリットを設けているものが多い。
光学フィルタ
赤外線を使用するタイプでは、外乱光を防ぐ為に、受光部に可視光カット・赤外光透過型のフィルタが使われる。

## フォトリフレクタ
物体に光を当てて、反射してきた光を検出することで、物体の有無、位置を判定するセンサを、フォトリフレクタと呼ぶ。(メーカーによっては「反射型フォトインタラプタ」と呼んでいる所もある。)
フォトインタラプタよりさらに外乱光の影響を受けやすい構造なので、光に変調を掛けて、外乱光との判別をしている製品が多い。